# Oktatás
| 0.950 és nagyobb 0.900–0.949 0.850–0.899 0.800–0.849 0.750–0.799 | 0.700–0.749 0.650–0.699 0.600–0.649 0.550–0.599 0.500–0.549 | 0.450–0.499 0.400–0.449 0.350–0.399 kisebb mint 0.350 nem értelmezett |

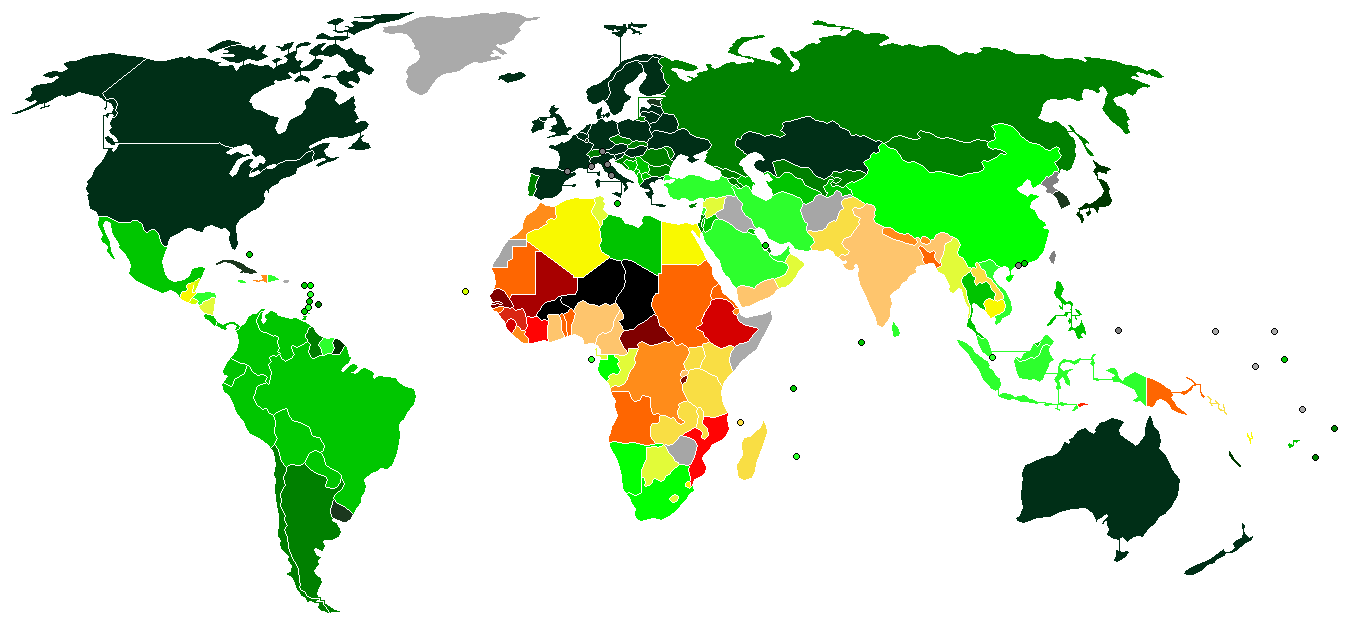
Az Ensz által közzétett Oktatási index a világ országaiban 2009-ben

Oktatásnak hétköznapi értelmezés szerint leggyakrabban valamely információ (tudás) – általában nagyobb mennyiségben történő, rendszeres, esetleg intézményesített – átadását nevezzük. Az oktatással foglalkozó társadalomtudomány, a pedagógia szerint az oktatás a tudás intézményesített átadását jelenti. Egyes szerzők e folyamatból a tanár–tanuló viszonyt (interakciót) emelik ki, mint a tudományos feldolgozás számára legfontosabb és megfogható jellemzőt, mások a folyamat tantervekben és konkrét cselekvésekben megnyilvánuló eredményét, megint mások az oktatást társadalmi alrendszernek tekintik, felhívva a figyelmet arra, hogy az oktatási folyamat a társadalomban jelenlévő tudás egyes (általában maradandóbb) részeinek, illetve egyes társadalmi funkcióknak az újratermelését jelenti.
Valójában azonban a tudás nem adható át. Minden embernek újra kell teremteni saját élményeiből azt a tudást, amit alkalmazni tud. Az oktatás fogalmát a reformpedagógia újragondolta e szerint az elv szerint. A reformpedagógia legfontosabb irányzatai a Montessori-pedagógia, a Waldorf-pedagógia, A. S. Neill summerhilli iskolája és az ehhez az iskolához hasonló demokratikus iskolák.
Ezen értelmezésekről és a folyamatról részletesen lentebb.

## A szó értelmezéseiről
Egyes jelentős magyar szerzők (Nagy Sándor, Báthory Zoltán) az oktatás folyamatába beleértik az ismeretátadás tanár részéről való megszervezését (tanítás), és a tanuló aktív ismeretszerző tevékenységét (tanulás). Mások (Finánczy Ernő, Imre Sándor) az e két folyamatot összefoglaló fogalomra, tehát az oktatás szó helyett, a tanítás kifejezést alkalmazzák. Látható, hogy itt puszta terminológiai vitáról van szó.

## Az oktatás definíciója

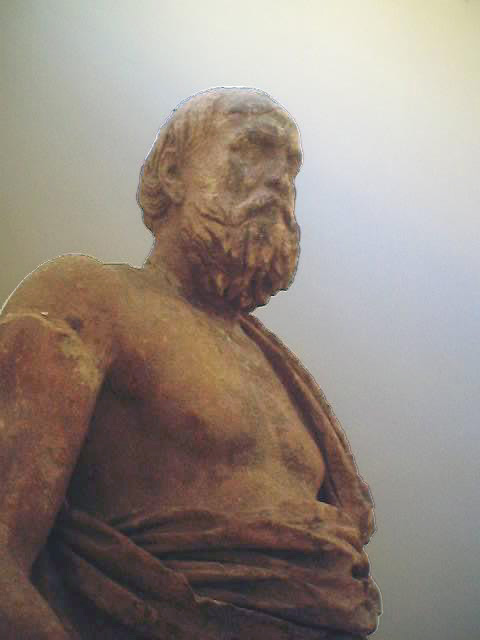
Platón szobra Delphoiban

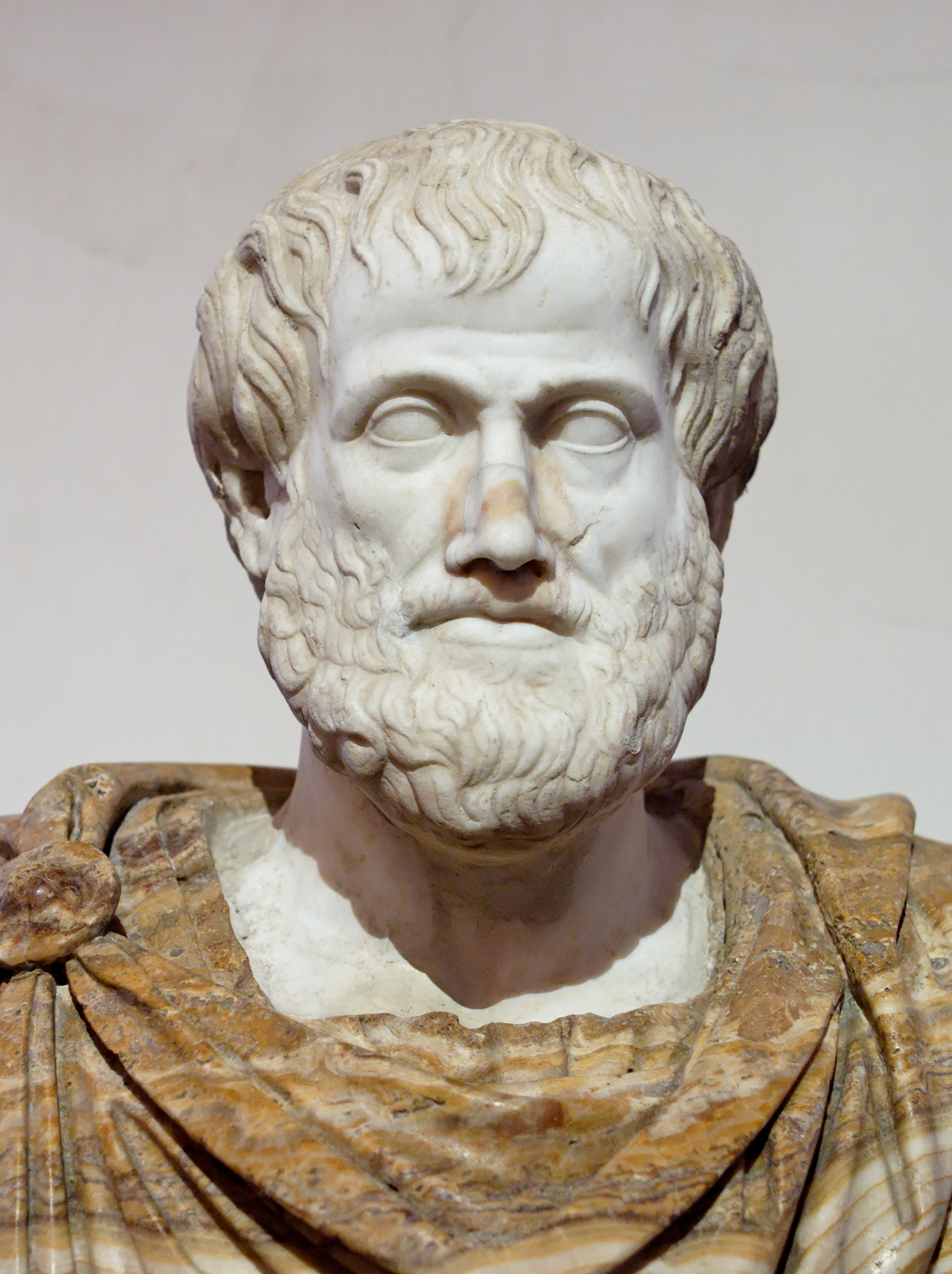
Arisztotelész bronz mellszobra Kr. e. 330-ból (másolat)

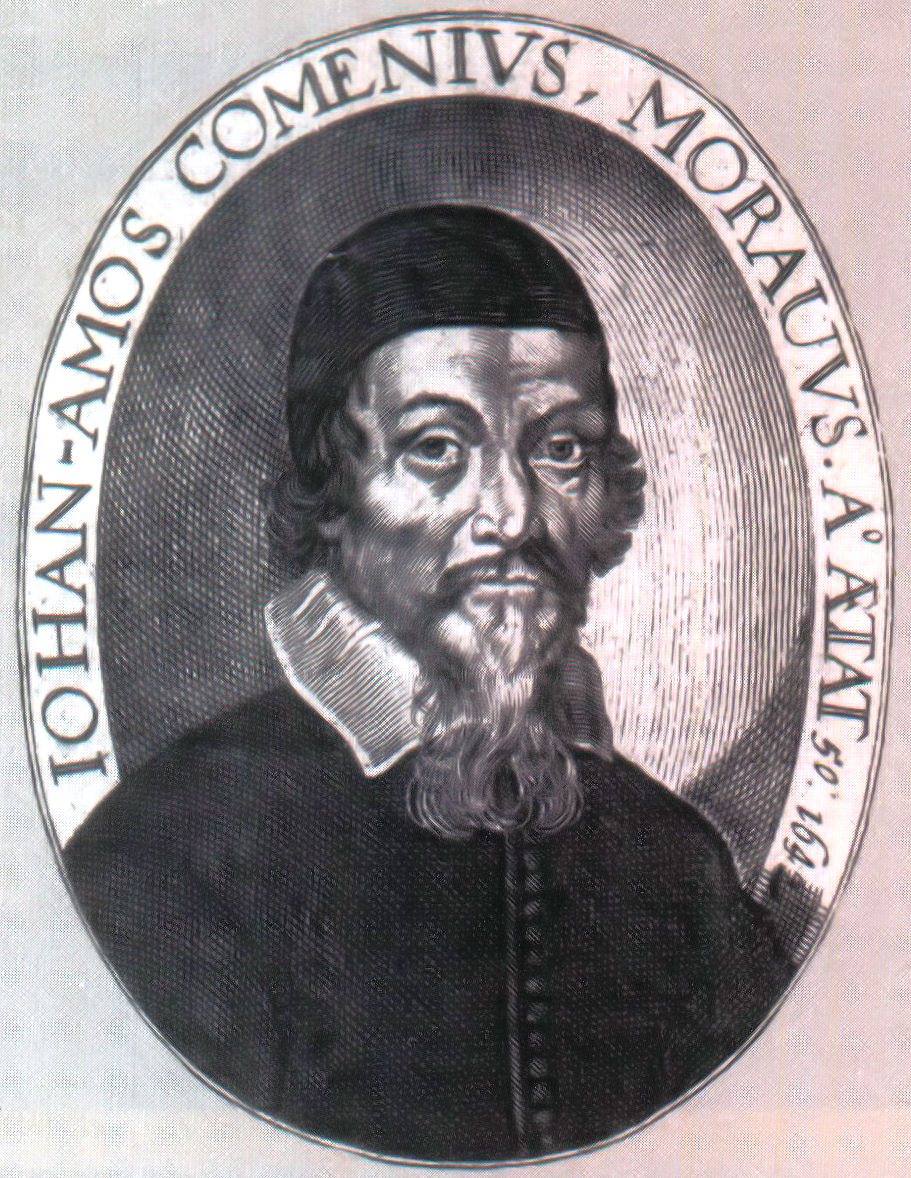
Johannes Amos Comenius

Az oktatás egy különös fajta emberi tett, beavatkozás vagy irány, az alapoktatás egy kategóriája.
Platón a Köztársaságban úgy vélte, az oktatás a helyes szokások kialakításának és az erény mint veleszületett képesség fejlesztésének művészete.
Arisztotelész a Politikában ezt írta: „világos, hogy szükségszerűen mindenkit ugyanabban a nevelésben kell részesíteni, és hogy az erről való gondoskodás közös föladat, nem pedig az egyes embereké”.
Comenius Ámos János a „Didactica Magnájában” vallja: „születéskor a természet csak a tudomány magjával ruházza fel a gyereket, erkölcs és hitvallás csak oktatáson keresztül válnak minden ember vagyonává”.
Az oktatás serkentse ezeket a magokat, mert „az ember nem tud ember lenni, hacsak nem művelt”.

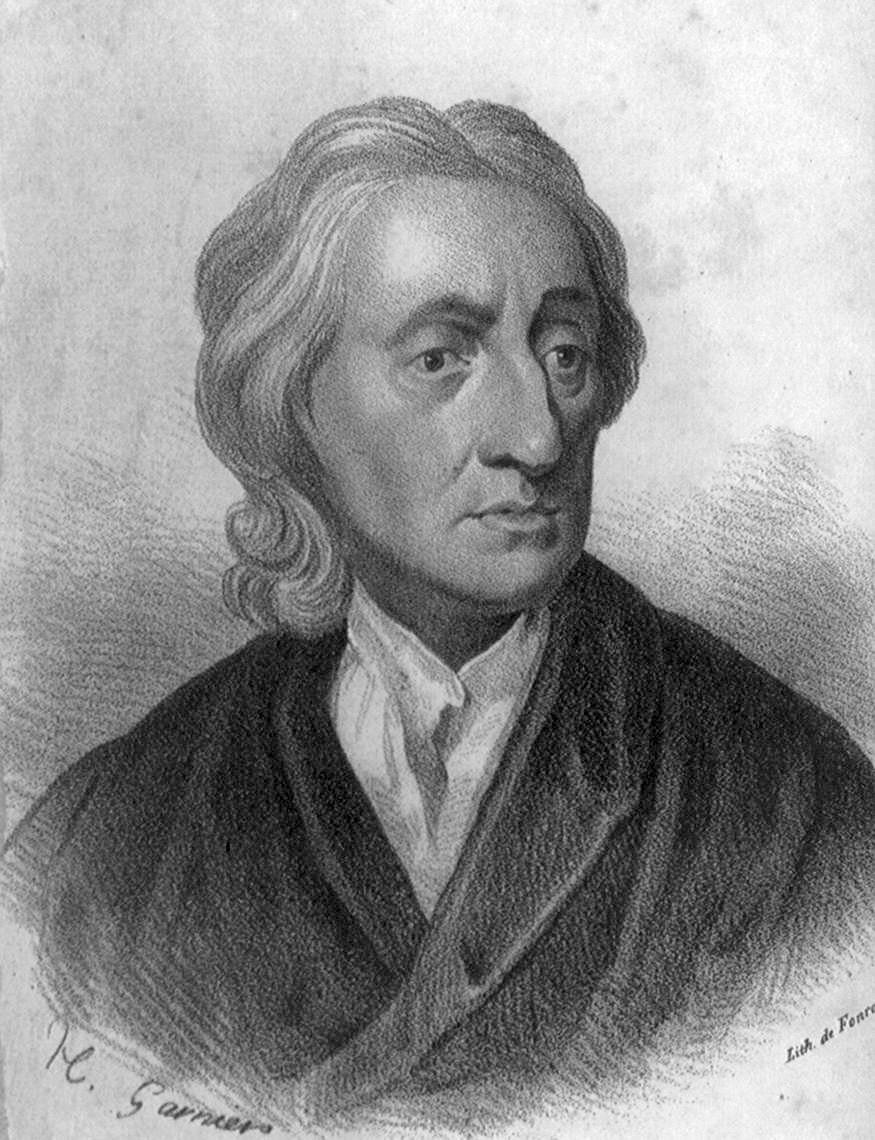
John Locke Angol filozófus, orvos és politikus

Az angol pedagógus, John Locke a XVII. században így fogalmazott: a nevelés felügyeleti és beavatkozási, interperszonális viszony a „preceptor” (nevelő) és a gyerek (a leendő „úriember”) között.

## Állami és magán-, iskolai és iskolán kívüli oktatás
Szűkebb értelemben az állami vagy az azáltal elfogadott és azt helyettesítő közoktatás intézményeinek, az iskolákban előírt tananyag közvetítésére megcélzott tevékenységet jelenti az „oktatás” szó (iskolai oktatás). Tágabb értelemben az oktatásnak tekinthető a társadalomban folyó mindenfajta szervezett vagy rendszeres (vagy némileg szűkítve a fogalmat, intézményes) ismeretádadási tevékenység (iskolai és iskolán kívüli oktatás).

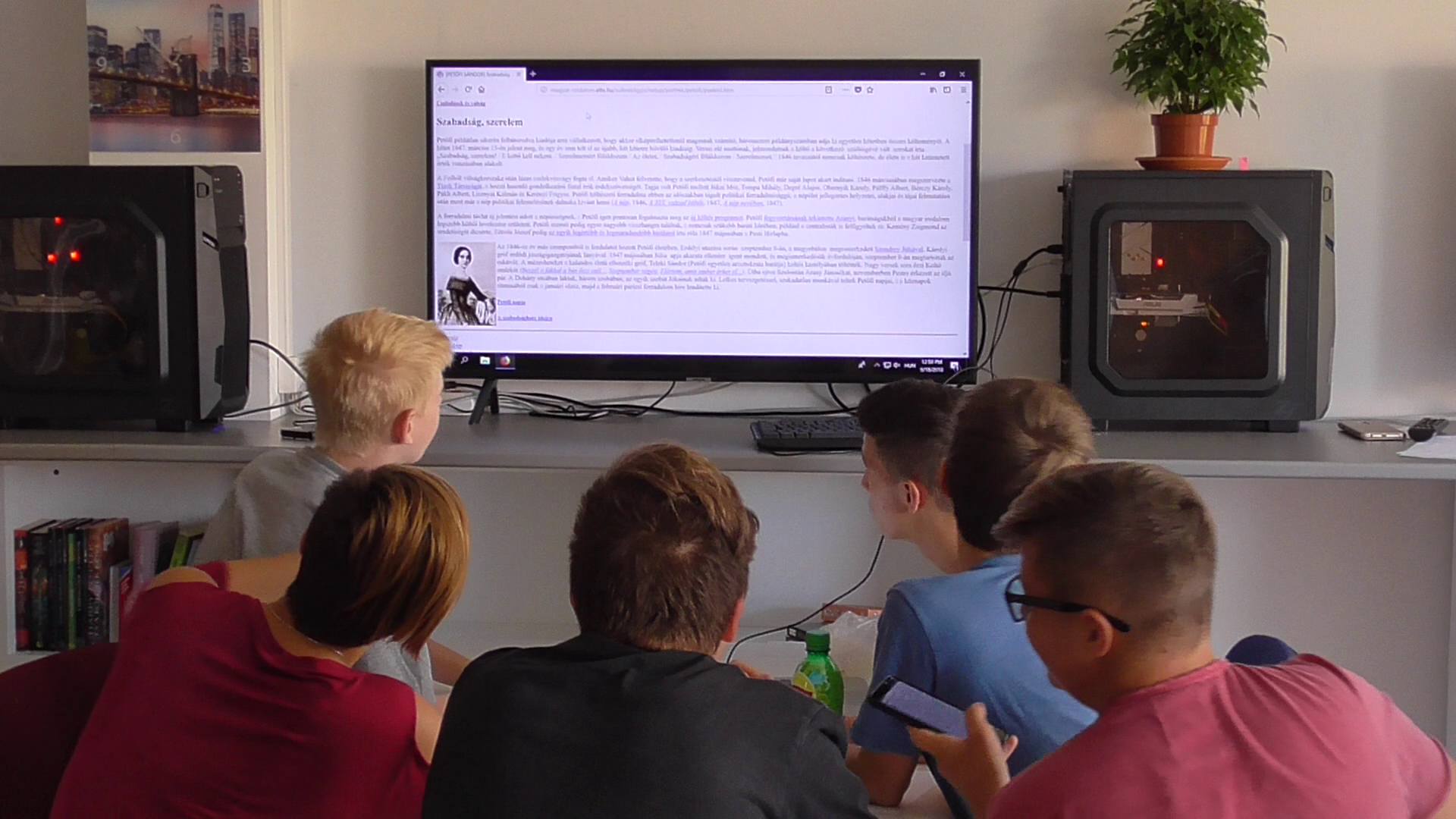
Gyerekek tanulnak a Wikipédiáról egy alternatív suliban

Az iskolán kívüli oktatás is jelentős alkalom egy társadalom kulturális örökségének átadására, közvetítésére, illetve a szervezett, iskolarendszerű (kötelező) oktatással egyenértékű lehet az egyéni ütem szerint, spontán, egyedül végzett tanulás, ismeretszerzés. Az oktatás eredménye sikeres esetben a végzett, iskolai bizonyítvánnyal, diplomával rendelkező, képzett ember, aki az elsajátított ismereteket a munka folyamatában, révén kívánja, tudja hasznosítani.
Az oktatás a legtöbb országban állami feladat, de szerepet vállalnak ezen a területen az egyházak és az üzleti vállalkozások is. Az oktatás sem kivétel a gazdasági gondolkodás mindenre kiterjedő szempontjai szerint való minősítés alól, ezért gyakori, hogy az oktatási intézmények megszűnnek, átalakulnak, egyesülnek vagy gazdát cserélnek. A ma Magyarországon uralkodó nézetek szerint, amelyre a népesség csökkenése erősen hat, az oktatáshoz való jog ugyan mindenkit megillet, mégis, az intézmények tényleges látogatása tekintetében nincsenek azonos feltételek.

## Oktatás,nevelésésszocializáció
Az oktatás az első társadalmi intézmény, ahol a fiatalok megtapasztalják az emberek közötti versenyt, az elismerés iránti vágyat, az indítékok szocializálását, a közvetlen és a közvetett jutalmazást és az ismerttől az ismeretlen felé haladva, számonkérhetőségi és később alkalmazhatósági céllal elsajátítják a közismereti tantárgy csoportosításba szervezett tananyagot. A tapasztalat azonban azt mutatja, hogy az iskolai teljesítmény és előmenetel ugyan szükséges, de nem elegendő feltétele a későbbi boldogulásnak, ugyanis „az Életben" 15%-ban a tudás és 85%-ban az egyéb tényezők fogják az emberek sorsát eldönteni.[forrás?]